# Języki eskimo-aleuckie
Języki eskimo-aleuckie – rodzina językowa obejmująca kilka języków, używanych przez Inuitów i Aleutów na północnych krańcach Ameryki (Alaska, Grenlandia, północna Kanada) i Syberii (Półwysep Czukocki, Wyspa Beringa).
Według hipotezy Josepha Greenberga rodzina eskimo-aleucka miałaby być jedną z trzech głównych rodzin językowych Ameryki (pozostałe to rodzina na-dene i hipotetyczna nadrodzina amerindiańska) i odpowiadać trzeciej fali migracji w procesie zasiedlania kontynentu.
Klasyfikacja języków eskimo-aleuckich:
języki eskimo-aleuckie
języki eskimoskie
języki inuickie (kanadyjsko-grenlandzkie albo wschodnioeskimoskie)
inupiak Półwyspu Seward
inupiak północnoalaskański
inuktitut zachodniokanadyjski
inuktitut wschodniokanadyjski
zachodniogrenlandzki
wschodniogrenlandzki
języki jupik (syberyjsko-alaskańskie albo zachodnioeskimoskie)
język sirenicki†
jupik naukański
jupik syberyjski
alaskański
jupik pacyficzny
języki aleuckie
języki aleuckie
aleucki
mieszane języki aleucko-rosyjskie
kreolski Wyspy Miedzianej (aleucki kreolski)
- najnowszy podział (m.in. Ethnologue)

| Grupy i języki | Liczba mówiących | Kraje                     |
| --- | ---------------- | ------------------------- |
| Języki aleuckie |                  |                           |
| aleucki | 155              | Stany Zjednoczone, Rosja  |
| Języki eskimoskie |                  |                           |
| Języki inuicko-inupiackie (inuickie, inupiackie, alaskańsko-kanadyjsko-grenlandzkie, wschodnioeskimoskie)                                   |                  |                           |
| grenlandzki | 57 000           | Grenlandia                |
| inuinnaqtun (inuicki zachodniokanadyjski, inuktitut zachodniokanadyjski)                                                                    | 410              | Kanada                    |
| inuktitut wschodniokanadyjski (inuktitut, inuicki kanadyjski)                                                                               | 34 100           | Kanada                    |
| inupiak północnoalaskański (inupiat północnoalaskański)                                                                                     | 3000             | Stany Zjednoczone, Kanada |
| inupiat północnozachodnioalaskański (inupiak Półwyspu Seward)                                                                               | 5580             | Stany Zjednoczone         |
| Języki jupik (jupickie, czukockie, eskimoskie azjatyckie, syberyjsko-alaskańskie, zachodnioeskimoskie)                                      |                  |                           |
| Języki jupik syberyjskie |                  |                           |
| jupik środkowosyberyjski (czapliński, unazigmit, yupik syberyjski, yupik Cieśniny Beringa, yuit, yoik, yuk, yupik Wyspy Świętego Wawrzyńca) | 1200             | Stany Zjednoczone, Rosja  |
| naukański (jupik naukański, nywukagmit) | 60               | Rosja                     |
| sirenicki (jupik sirenicki, sygnik) | 0                | Rosja                     |
| starosirenicki (jupik starosirenicki) (według Ethnologue identyczny z sirenickim, zdaniem prof. Alfreda Majewicza znacznie różny od niego)  | 0?               | Rosja                     |
| Języki jupik alaskańskie |                  |                           |
| jupik środkowy (centralnoalaskański, yupik środkowoalaskański, alaskański)                                                                  | 10 000           | Stany Zjednoczone         |
| alutiiq (jupik pacyficzny, sugpiacki, suk-eskimoski)                                                                                        | 200              | Stany Zjednoczone         |